# Сосновые леса на песчаных дюнах
Сосновые леса на песчаных дюнах — государственный природный заказник (комплексный) регионального (областного) значения Московской области, целью которого является сохранение ненарушенных природных комплексов, их компонентов в естественном состоянии; восстановление естественного состояния нарушенных природных комплексов, поддержание экологического баланса. Заказник предназначен для:
- сохранения и восстановления природных комплексов;
- сохранения местообитаний редких видов растений и животных.

Памятник природы основан в 1988 году. Местонахождение: Московская область, городской округ Воскресенск, к востоку от рабочего посёлка имени Цюрупы, в 0,4 км к югу от деревни Соболево Орехово-Зуевского района. Заказник состоит из трех участков, разделенных автомобильными дорогами Р105 «Егорьевское шоссе» и «Щельпино — Губино — Цюрупа» — Егорьевское шоссе. Общая площадь заказника составляет 741,5 га (участок № 1 (северо-западный) — 224,5 га, участок № 2 (юго-восточный) — 511,62 га, участок № 3 (северо-восточный) — 5,38 га). Участок № 1 включает часть кварталов 10, 13—15; участок № 2 включает квартал 17 (целиком) и часть кварталов 10, 13—15; участок № 3 включает часть квартала 10 Виноградовского участкового лесничества Виноградовского лесничества.

## Описание
Заказник расположен в зоне распространения слабоволнистых влажных и сырых водноледниковых равнин Мещерской низменности, сформировавшихся на месте древних ложбин стока между прадолинами рек Клязьмы и Москвы.
Заказник включает поверхности долинно-зандровых равнин и фрагмент левобережной долины реки Нерской с участками пойм и надпойменных террас, осложненные грядово-бугристыми песчаными останцами. Кровля дочетвертичного фундамента местности представлена верхнеюрскими глинами и песками. Абсолютные высоты территории изменяются от 107 м над уровнем моря (среднемеженный урез воды в реке Нерская) до 141 м над уровнем моря (вершина холма на восточной границе заказника).
Участок № 1 заказника представлен песчаным долинно-зандровым всхолмлением и левобережным участком долины реки Нерской, осложненными многочисленными грядово-бугристыми останцами. Абсолютные высоты поверхностей участка № 1 колеблются от 107 м (отметка уреза воды реки Нерской) на северной границе участка до 135 м (вершина холма) на южной границе участка. Уклоны основных поверхностей равнин составляют 3—5°. Песчаные гряды и холмы характеризуются плоскими округлыми или вытянутыми вершинами и склонами высотой 3—5 м, крутизной 5—12°. В межхолмовых понижениях встречаются ложбины и балки с пологими бортами (6—8°).
Долина реки Нерской включает поверхность первой надпойменной террасы (на высотах около 10—12 м над урезом воды в реке) и участки поймы, сформировавшиеся на высотах от 0,2—0,4 м до 1,5—3 м над руслом. Первая надпойменная терраса, сложенная древнеаллювиальными песками, часто выражена по типу грядовых останцов, протянувшихся вдоль реки по левому берегу. Плоские вершины останцов образовались на высотах до 7—12 м над руслом. Склоны высоких берегов реки Нерской имеют крутизну до 30—50°. В результате боковой эрозии извилистого русла местами здесь образовались осыпные песчаные стенки.
На участке № 1 образовано большое количество антропогенных форм рельефа — линейных (противопожарные полосы, насыпи на грунтовых дорогах) и точечных (ямы вдоль грунтовых дорог) объектов.
Участок № 2 заказника включает холмисто-волнистые поверхности долинно-зандровой равнины, сложенные древнеаллювиально-водноледниковыми песками, а также фрагмент долины реки Нерской с участками двух надпойменных террас. Абсолютные высоты поверхностей на участке № 2 заказника варьируют от 111 м (в долине реки Нерской в северо-западном углу участка) до 141 м (вершина холма на восточной границе участка).
На участке № 3 заказника представлен небольшой фрагмент левобережной долины реки Нерской с поймой. Абсолютные высоты участка № 3 заказника варьируют от 109 м до 119 м.
Гидрологический сток территории имеет общее направление на северо-запад в реку Нерскую (левый приток реки Москвы). Постоянные водотоки в пределах заказника отсутствуют. Местами в долине реки Нерской имеются переувлажненные притеррасные понижения, на участке № 1 здесь встречаются заболоченные черноольшаники, отмечаются участки низинных болот.
Почвенный покров территории представлен дерново-подзолами на возвышениях и дерново-подзолами глеевыми по понижениям. На пойме реки Нерская представлены аллювиальные светлогумусовые почвы. По сырым ложбинам и западинам образовались перегнойно-глеевые почвы, в притеррасных понижениях (под заболоченными черноольшаниками) — гумусово-глеевые, на участках пойменных низинных болот — аллювиальные торфяно-глеевые почвы.

### Флора и растительность
На территории заказника преобладают сосновые старовозрастные леса с подростом ели и дуба травяно-зеленомошные с участками мертвопокровных, лишайниково-зеленомошных и кустарничково-зеленомошных. Имеются также лесокультуры сосны, заболоченные черноольшаники влажнотравные и небольшие участки низинных и старичных болот в долине реки Нерской.
Растительность на участке № 1 представлена преимущественно спелыми сосняками зеленомошными и разнотравно-зеленомошными 80—90 летнего возраста. Сосны имеют I класс бонитета и высоту около 30 м и более. Сомкнутость крон — 0,4. Кустарниковый ярус развит слабо и представлен крушиной ломкой. В подросте отмечены сосны и ели разного возраста, а также рябина.
Травяно-кустарничковый ярус разреженный, мозаичный, представлен черникой, брусникой, ландышем майским, ястребинкой зонтичной, земляникой обыкновенной, или лесной, майником двулистным, линнеей северной, вероникой лекарственной, марьянником луговым, золотарником обыкновенным, ожикой волосистой, на отдельных участках — душистым колоском, овсяницей овечьей, кошачьей лапкой двудомной, фиалкой собачьей, подмаренником мягким, вейником наземным. Здесь отмечена устойчивая популяция зимолюбки зонтичной, занесенной в Красную книгу Московской области.
Моховой покров составляет 80—85 %, доминирует плевроциум Шребера, а также встречаются дикранум венечный и гилокомиум блестящий.
На склонах грядово-бугристых песчаных останцов травяной покров практически отсутствует. Здесь распространены чистые сосновые зеленомошные леса, участками мертвопокровные, кое-где с лишайниками (кладонией и цетрарией). В межхолмовых понижениях к сосне в верхнем ярусе добавляется липа и высокий еловый подрост. Кустарниковый ярус представлен бересклетом бородавчатым, малиной, жимолостью лесной, бузиной обыкновенной. Травяной покров составляют орляк обыкновенный, вейник тростниковидный, кислица, осока пальчатая, горошек заборный, а также ландыш майский и колокольчик персиколистный (редкий и уязвимый вид, не включенный в Красную книгу Московской области, но нуждающийся на её территории в постоянном контроле и наблюдении). В верхней части склона, в сосняке зеленомошном с разреженным подростом ели (до 3—4 м высотой), отмечены плауны сплюснутый (редкий и уязвимый вид, не включенный в Красную книгу Московской области, но нуждающийся на её территории в постоянном контроле и наблюдении) и годичный, а также несколько экземпляров гудайеры ползучей. Кое-где здесь растет орляк, душистый колосок, купена душистая, марьянник дубравный, встречаются небольшие участки с лишайниками.
Ниже по склону располагается сосняк орляково-ландышевый зеленомошный с подростом из ели и рябины. В кустарниковом ярусе с бересклетом бородавчатым, крушиной ломкой и лещиной кое-где отмечены небольшие можжевельники. Травяно-кустарничковый ярус представлен осокой пальчатой, купеной душистой, костяникой, земляникой обыкновенной, звездчаткой жестколистной, ожикой волосистой, перловником поникшим, майником двулистным, золотарником обыкновенным, седмичником европейским, подмаренником мягким, брусникой, лерхенфельдией, или щучкой извилистой, а также зимолюбкой зотничной и плауном булавовидным (редкий и уязвимый вид, не включенный в Красную книгу Московской области, но нуждающийся на её территории в постоянном контроле и наблюдении). Местами отмечены участки сосняков брусничных зеленомошных с подростом из ели, где также растут овсяница овечья, смолевка-хлопушка обыкновенная, ортилия однобокая и плаун годичный.
По берегу реки распространены сосняки с дубом (диаметр стволов около 30 см) и рябиной до 6—7 м высотой, местами отмечены молодые березняки и осинники. Здесь также растут крушина ломкая, бересклет бородавчатый, ирга овальная и малина, местами отмечен подрост дуба и липы до 10 м высотой. По берегу под деревьями встречаются лесные и луговые травы: земляника обыкновенная, ландыш, ежа сборная, иван-чай узколистный, щавель кислый, кульбаба осенняя, зверобой продырявленный, тимофеевка луговая, мятлики луговой и дубравный, щучка дернистая, васильки луговой и фригийский, ястребинка зонтичная, душистый колосок, тысячелистник обыкновенный, гвоздика Фишера, короставник полевой, щитовник мужской, черноголовка обыкновенная, бодяк разнолистный, очиток большой.
По берегам реки Нерской развиты также заболоченные черноольшаники с черемухой влажнотравные с бодяком огородным, дербенником иволистным, манником плавающим, чередой трехраздельной, мать-и-мачехой, частухой подорожниковой, таволгой вязолистной, камышом лесным, крапивой двудомной, ситником развесистым, лютиком ползучим, горцами перечным и вьюнковым, хвощом речным, гравилатом речным, будрой плющевидной, тростником южным, недотрогой обыкновенной, чистотелом большим.
Местами в долине реки имеются низинные и старичные влажнотравно-осоковые болота с таволгой вязолистной, осоками пузырчатой и вздутой.
На участке № 2 в квартале 16 представлены высокоствольные сосновые лещиновые разнотравно-широкотравные леса (трансформированные лесокультуры). Сосны имеют диаметр ствола около 45 см. Сомкнутость полога лещины обыкновенной достигает 90 %. В травяном покрове доминируют сныть обыкновенная, звездчатка жестколистная, будра плющевидная, растут живучка ползучая, вербейник монетчатый, щитовник картузианский, гравилат речной, иван-чай узколистный, вербейник обыкновенный, бутень ароматный, дудник лесной, щитовник мужской, ландыш, воронец колосистый, костяника. Отмечен подрост дуба, местами малина.
В кварталах 10 и 15 преобладают сосняки с участием ели ландышево-чернично-зеленомошные, в которых ель встречается в подросте, а местами выходит в первый ярус. Здесь в подросте участвуют невысокие дубы, а также яблоня лесная и рябина, из кустарников растут бересклет бородавчатый и малина. В травяном покрове участвуют перловник поникший, марьянник луговой, сивец луговой, купена душистая, седмичник европейский, брусника, линнея северная, ожика волосистая, полевица тонкая, мятлик дубравный, земляника обыкновенная, щавель кислый, подорожник большой, щитовник картузианский, вейник тростниковидный, вероника лекарственная, овсяница гигантская, подмаренник мягкий, марьянник дубравный, черноголовка обыкновенная, дудник лесной, полынь обыкновенная, сушеница лесная, золотарник обыкновенный, колокольчик раскидистый. Этот участок сосняка ближе к дороге сильно замусорен и нарушен.
В центре квартала 15 расположен участок разреженного сосняка зеленомошного с подростом дуба, сосны и невысоких елей. Здесь в травяном покрове преобладают овсяница овечья, марьянник луговой, золотарник обыкновенный, местами — вейник наземный, растут: седмичник европейский, кислица, осока пальчатая, душистый колосок, майник двулистный, ортилия однобокая, а также зимолюбка зонтичная.
В квартале 17 также расположены спелые и приспевающие сосняки зеленомошные, есть небольшие участки сосновых посадок более молодого (около 60 лет) возраста. Значительная часть в центре квартала занята закустаренным редколесьем, которое могло образоваться на месте вырубки или пожара.
Участок № 3 занимает небольшую северо-восточную часть квартала 10, где расположены спелые сосняки зеленомошные, местами с молодым подростом ели. В травяном покрове встречаются участки с преобладанием брусники и кислицы, а также ландыша и орляка. В понижении вдоль Егорьевского шоссе отмечен небольшой участок сырого черноольшаника с таволгой вязолистной, крапивой и другим влажнотравьем.

### Фауна
На территории заказника отмечено обитание 63 видов позвоночных животных, в том числе трех видов амфибий, одного вида рептилий, 44 видов птиц и 15 видов млекопитающих.
Ввиду того, что в границах заказника водоемы и водотоки отсутствуют, ихтиофауна на его территории не представлена.
Основу фаунистического комплекса наземных позвоночных животных составляют виды, характерные для хвойных и смешанных лесов Нечернозёмного центра России. Доминируют виды, экологически связанные с древесно-кустарниковой растительностью, обитатели лугово-полевых и водно-болотных угодий территории представлены примерно в равной степени, существенно уступая по числу видов представителям «лесной» группы.
На территории заказника выделяются четыре основных зоокомплекса (зооформации): хвойных лесов, лиственных лесов, водно-болотных местообитаний и открытых местообитаний.
Зооформация хвойных лесов, распространенная в сосновых и еловых лесах заказника, занимает преобладающую часть его площади — большую часть участков № 1, 2, а также участок № 3 — целиком. Основу населения хвойных лесов составляют типичные «хвойнолюбивые» виды, такие как: рыжая полевка, обыкновенная белка, лесная куница, большой пестрый дятел, желна, пеночка-теньковка, пухляк, сойка, серая мухоловка. Именно в чистых сосновых зеленомошных лесах заказника на участке № 1 наиболее часто встречается редкий вид пресмыкающихся — прыткая ящерица, занесенный в Красную книгу Московской области. Также именно в сосновых лесах заказника постоянно обитают хохлатая синица и дрозд деряба — редкие и уязвимые виды птиц, не включенные в Красную книгу Московской области, но нуждающиеся на территории области в постоянном контроле и наблюдении.
На участках лиственных лесов (на территории заказника это — преимущественно черноольшаники, развитые на участке № 1), преобладают выходцы из европейских широколиственных лесов — зарянка, чёрный дрозд, иволга, пеночка-трещотка, славка-черноголовка, мухоловка-пеструшка и некоторые другие виды.
Во всех типах лесов на всех участках заказника встречаются: обыкновенная кукушка, зяблик, обыкновенный поползень, певчий дрозд, рябинник, пеночка-весничка, большая синица.
Зооформация луговых местообитаний, по сравнению с лесными зооформациями, имеет значительно меньшее распространение в пределах заказника. В основном этот тип животного населения связан с лугами в долине реки Нерской (участок № 1), опушками, лесными полянами, просеками и вырубками (участки № 1, 2). Характерными обитателями луговых и опушечных комплексов заказника являются канюк, лесной конек, серая славка, луговой чекан, обыкновенная чечевица, обыкновенная овсянка, жулан, белая трясогузка, сорока, обыкновенный крот и некоторые другие виды. Именно на лугах заказника встречаются два редких и уязвимых вида птиц, не включенных в Красную книгу Московской области, но нуждающихся на территории области в постоянном контроле и наблюдении: перепел и луговой конек. Также преимущества на лугах, а также на вырубках и лесных полянах участка № 1 заказника можно встретить обыкновенного осоеда, занесенного в Красную книгу Московской области.
В водно-болотных местообитаниях, связанных преимущественно с поймой реки Нерской (участок № 1), часто охотятся мелкие куньи: в первую очередь американская норка, а также ласка и горностай. Грызуны здесь представлены речным бобром, а также водяной и тёмной полёвками. Из птиц в этих местообитаниях наиболее обычны кряква, кулики черныш и перевозчик, садовая камышевка, речной сверчок, садовая славка, малый пестрый дятел и соловей. Сюда на кормежку прилетают серые цапли. Именно в пойме реки Нерская встречается редкий вид хищных птиц — чёрный коршун, занесенный в Красную книгу Московской области. В водно-болотных биотопах велика численность травяных, остромордых и озерных лягушек.
Во всех типах природных сообществ заказника встречаются: ворон, обыкновенная лисица, заяц-беляк, лось, кабан и европейская косуля — редкий и уязвимый вид животных, не включенный в Красную книгу Московской области, но нуждающийся на территории области в постоянном контроле и наблюдении.

## Объекты особой охраны заказника
Охраняемые экосистемы: старовозрастные сосновые травяно-зеленомошные с участками метрвопокровных, лишайниково-зеленомошных и кустарничково-зеленомошных леса, заболоченные черноольшаники влажнотравные, низинные и старичные болота.
Места произрастания и обитания охраняемых в Московской области, а также иных редких и уязвимых видов растений и животных, зафиксированных на территории заказника, перечисленных ниже, а также европейской косули и перепела.
Охраняемые в Московской области, а также иные редкие и уязвимые виды растений:
- виды, занесенные в Красную книгу Московской области: зимолюбка зонтичная, гудайера ползучая;
- виды, являющиеся редкими и уязвимыми таксонами, не включенные в Красную книгу Московской области, но нуждающиеся на территории области в постоянном контроле и наблюдении: колокольчик персиколистный, плаун сплюснутый, плаун булавовидный.

Охраняемые в Московской области, а также иные редкие и уязвимые виды животных:
- виды, занесенные в Красную книгу Московской области: обыкновенный осоед, чёрный коршун, прыткая ящерица;
- виды, являющиеся редкими и уязвимыми таксонами, не включенные в Красную книгу Московской области, но нуждающиеся на территории области в постоянном контроле и наблюдении: луговой конек, деряба, хохлатая синица.